# Mathieu Bauderlique
Mathieu Bauderlique (3 de julho de 1989) é um pugilista francês, medalhista olímpico. 

## Carreira
Mathieu Bauderlique competiu na Rio 2016, na qual conquistou a medalha de bronze no peso Meio-pesado.